# Тіна Томпсон
Тіна Томпсон (англ. Tina Thompson, 10 лютого 1975) — американська баскетболістка.
Олімпійська чемпіонка 2004, 2008 років.
Срібна призерка літньої універсіади 1995 року.
Чемпіонка світу 1998 року.
Бронзова призерка Чемпіонату світу 2006 року.